# فهرست محله‌های دیترویت
فهرست محله‌های دیترویت (به انگلیسی: List of neighborhoods in Detroit) فهرست مناطق مسکونی دیترویت است که در ایالات متحده آمریکا واقع شده‌است. محله‌های دیترویت جمعاً ۷۱۳٬۷۷۷ نفر جمعیت دارند.